# Target, Allier

Target este o comună în departamentul Allier din centrul Franței. În 1 ianuarie 2022 avea o populație de 247 de locuitori.